# Erik Gustafsson (athlétisme)
Pour les articles homonymes, voir Erik Gustafsson et Gustafsson.
Bror-Erik (Erik) Gustafsson (né le 24 septembre 1943 à Jyväskylä) est un athlète finlandais, spécialiste du sprint.
Il a participé aux Jeux olympiques de Munich avec le relais 4 × 100 m, portant ce dernier au record national avec 39 s 30 (record battu en 2010 aux championnats d'Europe de Barcelone).
Ses records personnels sont de 6 s 02 sur 50 m (à Grenoble en 1972), de 6 s 4 (manuel) sur 60 m à Turku et de 10 s 68 (-1,9 m/s) à Munich lors des Jeux sur 100 m. En temps manuel, il avait réalisé 10 s 3 (+1,7) à Joensuu peu auparavant sur cette distance.